# Eritroblastose fetal
A doença hemolítica perinatal — previamente denominada eritroblastose fetal (do grego ἐρῠθρός, eruthrós, "vermelho" e βλᾰστός, blastós, "germe", "broto"), doença de Rhesus, doença hemolítica por incompatibilidade Rh ou doença hemolítica do recém-nascido — é uma condição aloimune que se desenvolve no período perinatal associada à passagem de anticorpos IgG produzidos pela mãe através da placenta. O termo eritroblastose fetal se refere à ocorrência de hemólise decorrente dessa doença.

## Como ocorre
A doença hemolítica perinatal corre quando uma mãe com sangue Rh− que já tenha tido uma criança com sangue Rh+ (ou que tenha tido contato com sangue Rh+, numa transfusão de sangue que não tenha respeitado as regras devidas) dá a luz a uma criança com sangue Rh+. Depois do primeiro parto, ou da transfusão acidental, o sangue da mãe entra em contato com o sangue do feto e cria anticorpos contra os antígenos presentes nas hemácias caracterizadas pelo Rh+. Durante a segunda gravidez, esses anticorpos podem atravessar a placenta e provocar a hemólise do sangue da segunda criança. Esta reação nem sempre ocorre e é menos provável se a criança tiver os antígenos A ou B e a mãe não os tiver. Os anticorpos anti-Rh não existem naturalmente no sangue das pessoas, sendo fabricados apenas por indivíduos Rh−, quando estes recebem transfusões de sangue Rh+. Pessoas Rh+ nunca produzem anticorpos anti-Rh, pois se o fizessem provocariam a destruição de suas próprias hemácias. No passado, a incompatibilidade podia resultar na morte da mãe ou do feto, sendo, também, uma causa importante de incapacidade a longo prazo — incluindo danos cerebrais e insuficiência hepática.
A situação era tratada através da transfusão do sangue do bebê, caso este sobrevivesse, logo após o nascimento ou, mais raramente (e com alguma controvérsia) através de terapia fetal, como em 1963 — altura em que se realizou a primeira transfusão de sangue a um feto, em Salvador, Bahia. Hoje, com 50 anos Raimundo é um adulto saudável, locutor de rádio. A transfusão foi um sucesso, apesar de a prática já não ser mais comum. Hoje pode-se tratar com alguns antissoros anti-Rh(+) (Mathergan, Partogama, Rhophylac ou RhoGAM — esta última também designada por imunoglobulina anti-D, em referência ao antigénio D, o mais importante antigénio do factor Rh). Nesse caso, sempre que uma mãe tenha sangue RhD negativo (o D refere-se especificamente ao antigénio D — não aparece nas habituais análises para determinação do grupo sanguíneo), é importante saber o tipo sanguíneo do pai. Exames intraútero para saber o tipo sanguíneo do bebê são contra indicados, para que não haja troca. A injecção de imunoglobulina pode ser administrada algumas semanas antes do parto ou nas primeiras 72 horas após o parto, de forma a impedir a formação dos anticorpos que poderiam criar complicações nas gestações seguintes.

## Sensibilização materna
Mulheres Rh- produzem anticorpos anti-Rh ao gerarem filhos Rh+. Durante a gravidez, e principalmente na hora do parto, ocorrem rupturas na placenta, com passagem de hemácias da criança Rh+ para a circulação da mãe. Isso estimula a produção de anticorpos anti-Rh e adquire a memória imunitária, ficando sensibilizada quanto ao fator Rh.
Na primeira gravidez a sensibilização é geralmente pequena e o nível de anticorpos no sangue não chega a afetar a criança. Na hora do parto, porém, a sensibilização é grande, de modo que, em uma segunda gestação, se o feto for Rh+, o sistema imunológico já está preparado e "vacinado" contra o fator Rh+, os anticorpos anti-Rh atravessam a placenta e destroem as hemácias fetais, processo que ocorre incessantemente ao longo de todo período da gestação, facilitando assim um aborto natural.

## Sintomas e tratamento
A destruição das hemácias leva à anemia profunda, e o recém-nascido adquire icterícia (pele amarelada), devido ao acúmulo de bilirrubina, produzida no fígado a partir de hemoglobina das hemácias destruídas. Como resposta à anemia, são produzidas e lançadas no sangue hemácias imaturas, chamadas de eritroblastos. A doença é chamada de eritroblastose fetal pelo fato de haver eritroblastos em circulação ou doença hemolítica do recém-nascido.
Se o grau de sensibilização da mãe é pequeno, os problemas se manifestam apenas após a criança nascer. Nesse caso, costuma-se substituir todo o sangue da criança por sangue Rh−. Com isso, os anticorpos presentes no organismo não terão hemácias para aglutinar. Como as hemácias têm em média três meses de vida, as hemácias transferidas vão sendo gradualmente substituídas por outras fabricadas pela própria criança. Quando o processo de substituição total ocorrer, já não haverá mais anticorpos da mãe na circulação do filho. Logo após uma mulher Rh− dá à luz um filho Rh+, injeta-se nela uma quantidade de anticorpos anti-Rh, imunoglobulina, cuja função é destruir rapidamente as hemácias fetais Rh+ que penetram na circulação da mãe durante o parto, antes que elas sensibilizem a mulher, para que não haja problemas nas seguintes gestações.

## Profilaxia
Nos anos 60, estudos realizados em mulheres voluntárias RhD negativo permitiram verificar que quando injetadas com glóbulos vermelhos RhD positivo e IgG anti-D, não produziam anticorpos anti-D. Decidiu-se que a IgG anti-D passaria a ser administrada a mães RhD negativo, depois do parto de recém-nascidos RhD positivo, ou quando ocorria hemorragia feto normal na altura ou logo a seguir ao parto, como forma de prevenir a aloimunização materna. Por volta dos anos 70 passou a vigorar no programa de saúde pública, na profilaxia da Doença Hemolítica perinatal. Com base na prevenção, a principal forma de manuseio é prevenir a formação de anticorpo anti-D em mulheres Rh-D negativas. Podendo ser obtido pela administração de pequena quantidade de anticorpo anti-D (IgG), que remove e destrói os eritrócitos fetais Rh-D positivos antes que eles possam sensibilizar o sistema imunológico da mãe para produzir anti-D. Deve também ser usada para gestantes Rh-D negativo ou D- parcial, com ausência de anticorpo anti-D. A imunoglobulina anti-D é derivada a partir do plasma humano, podendo ser administrada por via intravenosa e intramuscular, a duração de ação da imunoglobulina é a mesma independente da via de administração. Na administração intravenosa os títulos de anticorpos são mais elevados na primeira semana, logo após três meses a administração intramuscular se assemelha Os doadores de imunoglobulina anti-D na maioria das vezes são mulheres pós-menopausadas — imunizadas por gestações —, ou homens imunizados voluntariamente, mantidos em estado hiperimune por reaplicações constantes de pequenas doses de hemácias Rh positivas. Isso traz alguns riscos para os doadores como: imunização contra antígenos eritrocitários não D e hepatites, além de se submeter a plasmaferese para retirada da imunoglobulina

## Profilaxia no anteparto e no pós-parto
Todas as gestantes devem ser submetidas a uma avaliação de anticorpos na primeira visita do pré-natal, as grávidas RhD negativas que não tiverem evidência de isoimunização anti-D, devem receber uma dose de 20 µg de imunoglobulina Rh administrada no intramuscular na 28ª semana de gestação. A aplicação antenatal de anti-D em gestantes Rh negativas, durante o terceiro trimestre, reduz em até dez vezes o risco de sensibilização, o que traria a caso de aloimunização RhD, com uso completo da profilaxia, para índices de 1∶1000. (BAIOCHI, et al., 2004). A meia vida da imunoglobulina é de 24 horas, a gestante que recebeu a dose na 28ª semana terá baixos índices de anticorpos anti-D no dia da admissão do parto. Se na avaliação do sangue no cordão umbilical constar que o recém-nascido for RhD positivo, deve se fazer a administração de 300 µg de imunoglobulina em até uma semana, mas preferencialmente em 72 horas. Se a mãe for Rh negativa, com recém-nascido Rh positivo, e não receber a imunoglobulina até 72 h do pós-parto a incidência de sensibilização durante a gravidez é de 12 a 16% em comparação com mães que receberam profilaxia no pós-parto que é de 1,6 a 1,9%.